# コルグエフ島
コルグエフ島（コルグエフとう、ロシア語: Колгуев, ネネツ語: Холӈгов, Kolguyev）はロシア連邦ネネツ自治管区に属する島（ネネツ自治管区はアルハンゲリスク州に帰属する）。カニン半島の北方、バレンツ海の南東部に位置する。
面積は3,495.5km2。大陸からの距離は75km。2本の川が流れ、湿地が広がる。又東にヴァイガチ島、北東にノヴァヤゼムリャがある。
島の南東部にブグリノという集落がある。300人ほどの住民の大部分はネネツ人で、漁労やトナカイの放牧を生業としている。
少量の原油や天然ガスを産する。
また、2001年発売のゲーム、Operation Flashpoint: Cold War Crisisにおいて、Kolgujevという島の名前のもとになっている。